# هانس فان هلدن
هانس فان هلدن (انگلیسی: Hans van Helden؛ زادهٔ ۲۷ آوریل ۱۹۴۸) اسکیت‌باز سرعت اهل پادشاهی هلند است.